# Auchmerina tuthilli
Auchmerina tuthilli är en insektsart som beskrevs av Jan Klimaszewski 1962. Auchmerina tuthilli ingår i släktet Auchmerina och familjen rundbladloppor. Inga underarter finns listade i Catalogue of Life.